# Марин Неаполитанский
Мари́н Неаполи́танский (др.-греч. Μαρῖνος ὁ Νεάπολίτης; ок. 440 г. Неаполь Палестинский, ныне Наблус — ок. 495 г.), античный философ-неоплатоник, представитель Афинской школы неоплатонизма, ученик Прокла.

## Биография
Как считается, Марин родился около 440 г. в Неаполе в Палестине. Был представителем религиозной общины самаритян. Приехав в Афины (около 460 г.) и увлёкшись философией, из иудаизма перешёл в эллинство и вступил в Афинскую Академию, где стал учеником Прокла. Сохранились записи его академических лекций по Евклиду.  
Известно, что Марин преподавал комментарии Паппа к Книге V Альмагеста. Марин внес вклад в практическую астрономию: используя идеи Паппа, он внес исправления в правила Теона Александрийского для определения направления параллакса. После смерти Прокла Марин возглавил Афинскую Академию (по мнению Дамаския, состояние Платоновской Академии во время Марина было упадочным). После запрещения в империи исповедания языческих культов находился в конфликте с христианским населением и клиром, в результате чего был вынужден покинуть Афины и уехать в Эпидавр. В последний раз документально упоминается в 486 году. 

## Сочинения
Прославленное сочинение Марина — биография Прокла с характерным названием «Прокл, или о счастье» (ок. 486). Сочинение представляет собой не только биографию Прокла, но также похвальное слово по его адресу и проповедь философского энтузиазма. Прокл для Марина есть образец того, как человек может достигнуть высшего блага ещё при своей жизни; на примере своего наставника Марин показывает путь формирования «идеального человека».
Также известно, что Марин написал большой комментарий на платоновского «Филеба», но после критики со стороны своего преемника Исидора этот комментарий сжег. Также написал комментарий на «Государство», причём известно, что сам Прокл посвятил свой собственный комментарий на X книгу «Государства» именно Марину. Кроме того, сохранилось введение Марина к «Данным» Евклида. Комментарий Марина к диалогу Платона «Парменид» также не сохранился. 
Бельгийская исследовательница Энн Тийон также опубликовала обнаруженную в рукописи Parisinus gr. 2394 схолию, в которой Марин касается природы Млечного Пути. В этой схолии Марин рассуждает, влияет ли на него прецессия. Еще в V веке до н. э. Демокрит правильно понял, что Млечный Путь образован множеством тусклых звезд. Однако это всё ещё не было общепринятой точкой зрения во времена Марина, который возражает против этой гипотезы в своем комментарии. Марин утверждает, что Млечный Путь является частью сферы неподвижных звезд и поэтому претерпевает прецессию так же, как и неподвижные звезды. 

## Издания
- Марин. Прокл, или О счастье. / Пер. М. Л. Гаспарова. // Диоген Лаэртский. О жизни, учениях и изречениях знаменитых философов. М., 1979. С. 477—493. М., 1986.
- В «Collection Budé»: Marinus. Proclus ou sur le bonheur. Texte établi, traduit et annoté par H. D. Saffrey et A.-Ph. Segonds avec la collaboration de C. Luna. 2e tirage 2002. CLXXVI, 236 p. ISBN 978-2-251-00496-9
- Commentarium in Euclidis data: Menge, H. (ed.), Euclidis opera omnia, vol. 6.. — Leipzig: Teubner, 1896. — С. 234–256.